# Céleste Lett
Pour les articles homonymes, voir Lett.
Céleste Lett, né le 7 mai 1951 à Sarreguemines (Moselle), est un homme politique français. Membre des Républicains (LR), il est maire de Sarreguemines de 2001 à 2020 et député de la Moselle de 2002 à 2017.

## Biographie

### Jeunesse et profession
Céleste Lett naît le 7 mai 1951 à Sarreguemines. Originaire de Bliesbruck, il intègre le collège Saint-Augustin de Bitche, en classe de sixième, en 1962. Il y effectue toute sa scolarité jusqu'au baccalauréat, qu'il obtient en 1969.
Il poursuit ses études à l'université de Strasbourg, où il obtient une licence de lettres classiques, avant de débuter sa carrière dans l'enseignement. Il passe ensuite le concours de cadre hospitalier en 1982 et entre au CHS de Sarreguemines.

### Parcours politique
Élu au conseil municipal de Sarreguemines en 1989, Céleste Lett occupe successivement les fonctions d'adjoint au maire délégué aux transports et à la circulation puis d'adjoint au maire délégué aux affaires scolaires.
Tête de liste lors des élections municipales de 2001, qu'il remporte, il devient maire de Sarreguemines et premier vice-président de la communauté d'agglomération Sarreguemines Confluences.
Céleste Lett remporte les élections législatives de 2002 dans la 5e circonscription de la Moselle, face à Gilbert Maurer (PS). Il prend ses fonctions le 19 juin 2002, pour la XIIe législature (2002-2007). Il est réélu pour la XIIIe législature (2007-2012), avec 61,4 % des voix au premier tour des élections législatives de 2007 face à Gilbert Maurer (PS).
À l'Assemblée nationale, Céleste Lett est membre de la commission des Affaires sociales, des groupes d'études « Industrie », « Intégration des personnes fragilisées et handicapées », « Langues régionales », « Télémédecine » et « Zone et travailleurs frontaliers » et préside le groupe d'amitié France-Luxembourg.
Lors des élections législatives de 2012, il est réélu député au second tour avec 60,2 % des voix face à la candidate socialiste Angèle Dufflo. Le 27 novembre 2012, il adhère au groupe Rassemblement-UMP présidé par François Fillon.
Il soutient François Fillon pour la primaire présidentielle des Républicains de 2016.
Il est battu au second tour des élections législatives de 2017 par la candidate de La République en marche, Nicole Gries-Trisse.
Après 19 années passées à la tête de la ville, il ne brigue pas de nouveau mandat de maire de Sarreguemines aux élections municipales de 2020. Marc Zingraff, premier adjoint sortant, lui succède le 24 mai 2020.

## Décorations
- Chevalier de la Légion d'honneur le 11 juillet 2025[6].
- Chevalier de l'ordre national du Mérite (2018)[7].
- Croix de chevalier de l'ordre du Mérite (2022)[8].

## Détail des mandats et fonctions

### À l’Assemblée nationale
- 19 juin 2002 – 20 juin 2017 : député de la 5e circonscription de la Moselle.

### Au niveau local
- 20 mars 1989 – 24 mai 2020 : conseiller municipal de Sarreguemines (Moselle).
- 1er avril 1992 – 19 mars 2001 : adjoint au maire de Sarreguemines.
- 19 mars 2001 – 24 mai 2020 : maire de Sarreguemines.
- 2001-2020 : premier vice-président de la communauté d'agglomération Sarreguemines Confluences (CASC), chargé du développement économique.